# Montagne in fiamme
Montagne in fiamme (Berge in Flammen) è un film del 1931 diretto da Luis Trenker e Karl Hartl.
Tratto da un romanzo dello stesso Trenker, è il suo secondo film da regista, dopo I Cavalieri della Montagna (1930), anche se in collaborazione con Hartl; la storia raccontata è parzialmente autobiografica.

## Trama
Florian Dimai (Luis Trenker) è una guida alpina nell'Alto Adige di inizio XX secolo, facente parte dell'Impero austro-ungarico, che vive in un paese non lontano dalla frontiera con l'Italia. Tra i suoi clienti vi è il capitano degli Alpini Arturo Franchini (Luigi Serventi), che nella sequenza iniziale accompagna in una scalata.
Nel 1914, allo scoppio della prima guerra mondiale, Dimai ed alcuni compaesani vengono arruolati nei Kaiserjäger (IV reggimento tirolese, 2ª compagnia)  ed inviati a combattere in Galizia. All'entrata in guerra dell'Italia nel 1915, il paese natale di Dimai viene occupato dalle truppe italiane; contemporaneamente, la squadra di Dimai viene trasferita sul fronte italiano, esattamente nella zona del loro paese natale, dove sono distaccati in una postazione fortificata in caverna. A causa dello spostamento della frontiera, Dimai ed i compagni non possono contattare le proprie famiglie. Il loro paese è infatti occupato dagli Alpini italiani, proprio al comando del capitano Franchini, che si acquartiera proprio in casa di Dimai.
Per espugnare la postazione austriaca, gli Italiani decidono di minarla dal basso, e a tale scopo scavano una galleria sotto la postazione; gli Austriaci, accortisi dell'azione, non possono far altro che attendere e cercare di capire quando gli Italiani daranno fuoco alle polveri.
Durante una missione di ricognizione, Dimai si allontana e scende non visto al suo villaggio, dove si presenta alla moglie (che per un equivoco l'aveva dato per morto). Mentre è in casa sua, da un frammento di conversazione colto al volo viene a sapere che l'esplosione della mina è prevista per la sera successiva; abbandona allora la moglie, che tenta inutilmente di trattenerlo, e ritorna sui suoi passi. Riesce a sfuggire alla vigilanza italiana, e, benché ferito per errore da fuoco amico, raggiunge la postazione in tempo per avvertire i compagni e farli uscire dalla caverna prima dell'esplosione. Grazie a quest'azione gli Austriaci riescono a respingere il successivo contrattacco italiano.
Il film si chiude con una sequenza ambientata nel 1931 in cui Dimai e Franchini, non più guida e cliente ma ormai amici, rivisitano insieme i luoghi della battaglia.

## Produzione
Il film fu una produzione franco-tedesca. Contemporaneamente a questa versione, ne fu girata una in lingua francese (Les Monts en flammes), per mano del solo Luis Trenker, che riprese il suo ruolo di Florian Dimai, mentre tutti gli altri ruoli furono affidati ad attori francesi. Nel 1932 la Universal Pictures ne realizzò una versione statunitense, dal titolo Doomed Battalion; realizzata da Cyril Gardner, questa versione vedeva Luis Trenker nel solo ruolo di attore, ed utilizzava alcune scene della versione originale tedesca.
La versione originale fu girata nei dintorni di Innsbruck.